# Heinrich von Salisch
Karl Wilhelm Rudolph Heinrich von Salisch (* 1. Juni 1846 in Jeschütz, Schlesien, heute Jaszyce, Polen; † 6. März 1920 in Postel, Schlesien, heute Postolin, Schulzenamt der Stadt Milicz, Polen) war ein deutscher Forstmann, Gutsherr und Politiker. Er war von 1893 bis 1903 Mitglied des Reichstages. Bekannt wurde er durch sein Buch Forstästhetik, mit dem er entscheidend nicht nur auf die forstliche Landespflege wirkte.

## Herkunft
Seine Eltern waren Rudolf Georg Gustav von Salisch (* 13. Juni 1797; † 28. Februar 1861) und dessen  zweite Ehefrau Johanna von Rehdinger (* 2. August 1811; † 26. März 1873). Die Rittergutsbesitzer und Parlamentarier Arthur von Salisch und Paul von Salisch waren seine Brüder.

## Leben
Nach dem Besuch des humanistischen Gymnasiums zu St. Maria Magdalena in Breslau nahm Heinrich von Salisch 1865 ein Studium der Rechtswissenschaft an den Universitäten Breslau und Heidelberg auf. Noch während seiner Heidelberger Studienzeit kämpfte er 1866 im Deutschen Krieg beim Feldzug gegen Österreich als Leibkürassier in Böhmen. Nach einer forstlichen Lehrzeit 1867 bis 1869 als Forsteleve in Katholisch Hammer (heute Skoroszów) studierte er an der Forstakademie Eberswalde. In Eberswalde wurde er auch Mitglied der Akademischen Schützenhaus-Gesellschaft (A.S.G.). Den Deutsch-Französischen Krieg 1870/71 erlebte er als Reserveoffizier der Leibkürassiere bei den Husaren. In Frankreich kämpfte er hauptsächlich bei Verdun und Lunéville. Er erreichte schließlich den militärischen Rang eines Premierleutnants.
Ab 1869 war von Salisch als Forstreferendar in der Forstverwaltung tätig, schied jedoch 1874 aus dem preußischen Staatsdienst aus, heiratete Susanna von Schlegell und übernahm die Verwaltung des elterlichen Rittergutes zu Postel, das insgesamt 1048 Hektar umfasste. Er nahm nicht nur bauliche Veränderungen an Hof, Schloss und Kirche vor, sondern verwandelte das gut 700 Hektar große Posteler Revier in ein forstliches Musterrevier – nicht zuletzt auch unter dem Aspekt der Forstästhetik, die er zunehmend zu propagieren begann. Heinrich von Salisch begründete auf seinem Besitz auch einen Park, der noch heute durch zahlreiche exotische Bäume beeindruckt, darunter Arten wie Kaukasus-Tanne, Kaukasus-Fichte, Sumpfzypresse, Große Küstentanne, Amerikanische Linde, Krim-Linde oder Tulpenbaum. Im Jahr 2000 wurde der etwa 5,2 Hektar große Park zum Kulturdenkmal erklärt. Der zum Park gehörende Hof der Familie von Salisch ist allerdings am Ende des Zweiten Weltkrieges 1945 durch die Rote Armee völlig zerstört worden.
Zudem engagierte sich Heinrich von Salisch als Betreuer für den Jeschützer Wald, hatte das Amt eines Landesältesten inne, war als Mitglied der Deutschkonservativen Partei von 1893 bis 1903 Abgeordneter im Reichstag und saß von 1908 bis 1918 im Preußischen Herrenhaus. 1893 und 1898 war er im Wahlkreis Militsch-Trebnitz (Breslau 2) jeweils als gemeinsamer Reichstagskandidat von Deutschkonservativer Partei, Deutscher Reichspartei (DRP) und Bund der Landwirte (BdL) angetreten. Als der ausgezeichnete Redner mit Sinn für Humor, der er war, beteiligte er sich stets sehr aktiv an den Tagungen des Schlesischen Forstvereins, der ihn 1914 mit der Ehrenmitgliedschaft auszeichnete. Heinrich von Salisch verfasste zudem eine Reihe von Beiträgen für die Jahrbücher des Schlesischen Forstvereins sowie später für die Mitteilungen der Deutschen Dendrologischen Gesellschaft.
Seinem Revierförster Eduard Labitzky setzte er mit einem Findling, der die Aufschrift „Dem Andenken des Revierförsters Eduard Labitzky 1846–1892. H.v. S. 1909“ trägt, im Posteler Wald ein wuchtiges Denkmal. Sein Schwager war der Politiker Ernst von Heydebrand und der Lasa.
Heinrich von Salisch starb nach kurzem Aufenthalt im Posteler Krankenhaus am 6. März 1920. Seine letzte Ruhestätte fand er im Wald von Postel. Sechs Jahre später wurde dort auch seine Frau bestattet. Das Grab befindet sich neben dem kleinen evangelischen Waldfriedhof in Postel, in der Nähe eines Findlings. Während sich von dem ehemaligen Friedhof nur noch wenige Spuren finden lassen, ist die Grabstätte der Familie von Salisch erhalten geblieben. Sie wird heute von den örtlichen polnischen Forstbehörden gepflegt. In unmittelbarer Nähe verläuft ein Lehrpfad, dessen Stationen an den verdienten Forstmann und Begründer der Forstästhetik erinnern.

## Wirkung

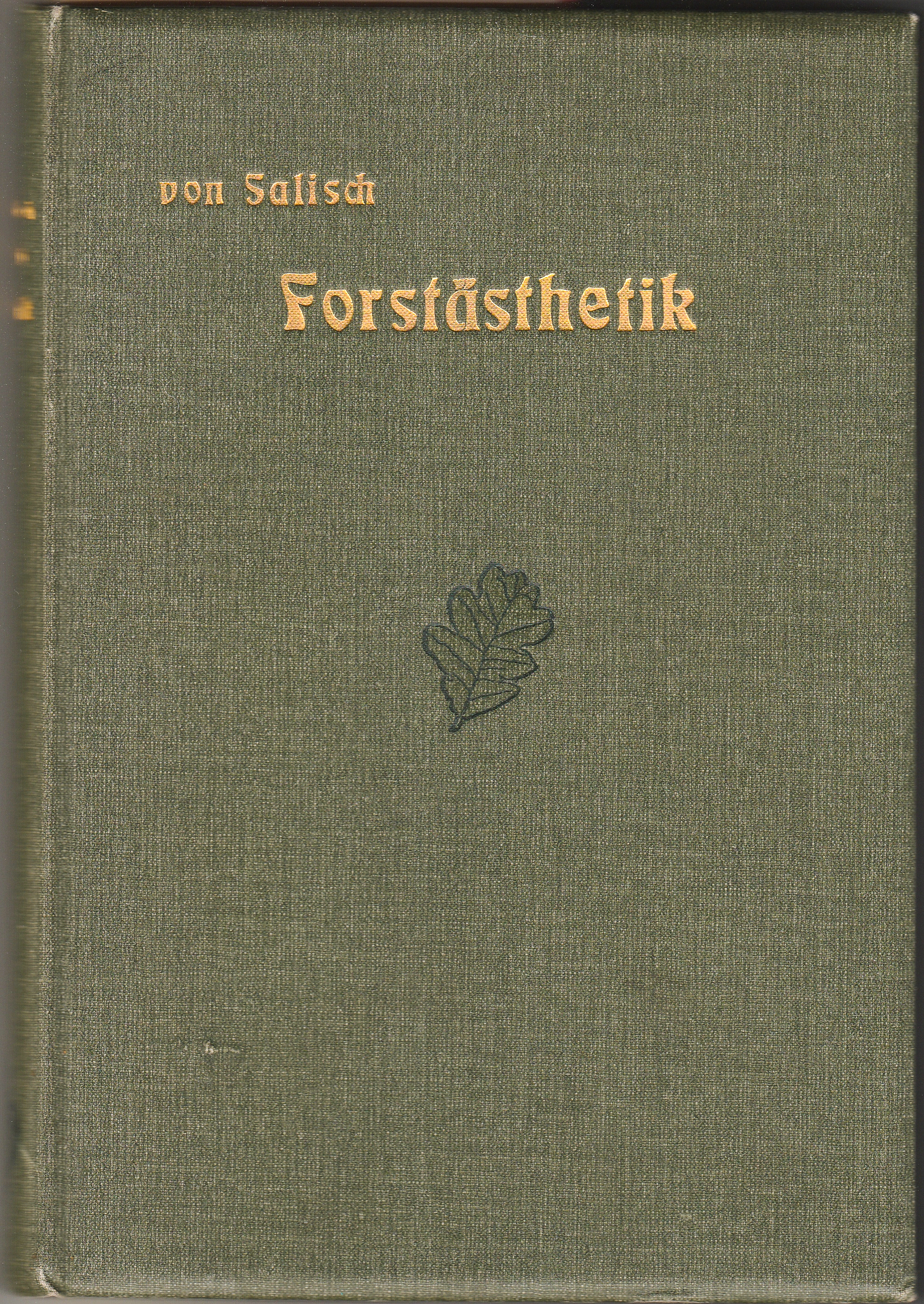
Forstästhetik, Cover der zweiten Auflage von 1902

Heinrich von Salisch ist es maßgeblich zu verdanken, innerhalb der Forstwirtschaft neben den kommerziellen Interessen auch ästhetische und landespflegerische Gesichtspunkte verankert zu haben. Dies gelang ihm mit seinem Hauptwerk Forstästhetik, die er darin als „die Lehre von der Schönheit des Wirtschaftswaldes“ definiert. Sein Buch erschien erstmals 1885 und erlebte bis 1911 zwei weitere, jeweils verbesserte Auflagen. Zwischen 1875 und 1915 veröffentlichte von Salisch zudem zahlreiche Aufsätze und Berichte, oftmals ebenfalls mit dem Thema der Waldverschönerung. Die Verbreitung seiner Ideen unterstützte er durch eine mustergültige Bewirtschaftung des Posteler Reviers (so genannte „Posteler Durchforstung“) auch in der Praxis. Dabei vermied er sowohl Plenterwirtschaft als auch Kahlschlagwirtschaft. Er empfahl Hochwald in „reicher Ausgestaltung mit Überhältern, Unterbau freundlicher Mischung und angenehmer Abwechslung“. Zwar hatte zuvor bereits Gottlob König ansatzweise ähnliche Gedanken wie von Salisch vertreten und praktisch umgesetzt. Aber erst von Salisch fasste die ästhetischen Werte der einzelnen Baumarten, der übrigen Waldpflanzen, der Wiesen und Gewässer sowie der Waldmäntel im Verhältnis zu den verschiedenen forstlichen Bewirtschaftungsformen und Einzelmaßnahmen systematisch zusammen.
Mit dem Buch Forstästhetik bezweckte er nicht nur, seine eigenen Gedanken einem breiteren Publikum vorzustellen, sondern auch alle forstästhetischen Gedanken und Veröffentlichungen in einer Gesamtschau zu vereinen. Vor allem aber sollte sein Werk der Forstästhetik als eigenständiger Wissenschaftsdisziplin den Weg bereiten. Bei den Tagungen des Deutschen Forstvereins 1905 und 1906 beantragte von Salisch daher, dass die Wälder künftig auch unter Berücksichtigung von Schönheitsgesichtspunkten bewirtschaftet werden sollen und die „Waldschönheitslehre“ in der forstlichen Ausbildung verankert wird. Nach harten Auseinandersetzungen nahmen die Mitglieder den ersten Punkt an, lehnten den zweiten jedoch ab. Dennoch erwiesen sich die Ideen von Salischs als dauerhafter und setzten sich durch. So fand sich bereits 1903 in der zweiten Auflage des von Carl Julius Tuisko von Lorey begründeten und sehr einflussreichen Handbuchs der Forstwissenschaft die Forstästhetik als Anhang zum Abschnitt „Waldbau“, um dann in der von Christof Wagner 1913 herausgegebenen dritten Auflage einen eigenen Abschnitt einzunehmen. Dies war auf spezielle Anregung des Inhabers der Verlagsbuchhandlung, Paul Siebeck, geschehen. Den von Hermann Stoetzer verfassten 22-seitigen Abschnitt hatte von Salisch bearbeitet. Später flossen die Ideen der Forstästhetik dann ein in die Vorlesungen über Naturschutz und forstliche Landschaftsgestaltung, die Arnold Freiherr von Vietinghoff-Riesch nach 1945 an der Universität Göttingen hielt. In den 1960er Jahren wurde die Landschaftspflege schließlich an allen Forstlichen Fakultäten Deutschlands als Bestandteil des Studiums obligatorisch. Viele Vorstellungen von Salischs finden sich darin wieder.
Über die Grenzen des Fachgebiets Forstwissenschaft hinaus wirkte die Forstästhetik auch befruchtend auf andere verwandte Gebiete wie etwa die Landschaftsarchitektur. Von Salisch ist weitgehend der einzige Forstmann, der von Landespflegern und Naturschützern gekannt und anerkannt wird.

## Schriften
- Forstästhetik. Berlin 1885. (4. Auflage – auf der Basis der 3. Auflage von 1911), Verlag Kessel, Remagen 2009, ISBN 978-3-941300-06-4. (Leseprobe und Inhaltsverzeichnis)